# فلورسهایم-دالسهایم
فلورسهایم-دالسهایم (به آلمانی: Flörsheim-Dalsheim) یک شهر در آلمان است که در آلزی-ورمز واقع شده‌است. فلورسهایم-دالسهایم ۳٬۱۶۱ نفر جمعیت دارد.